# Pimpla vayonae
Pimpla vayonae är en stekelart som beskrevs av Diaz 2000. Pimpla vayonae ingår i släktet Pimpla och familjen brokparasitsteklar. Inga underarter finns listade i Catalogue of Life.